# Het wassende water (roman)
Het wassende water is een roman van Herman de Man, gepubliceerd in 1925. Het verhaal speelt zich af rond 1900 in Lopikerwaard en gaat over de boerenzoon Gieljan Beijen, die opklimt tot dijkgraaf, en in die functie vergaande beslissingen moet nemen.
Enerzijds gaat het boek over de strijd tegen het water; anderzijds het verzet tegen de streng calvinistische en zeer traditionele maatschappij.
In 1970 werd er een gelijknamige hoorspelserie en in 1986 een gelijknamige televisieserie van gemaakt.